# Hermann Buhl
Hermann Buhl, né le 21 septembre 1924 à Innsbruck et mort le 27 juin 1957 sur le Chogolisa au Pakistan, est un alpiniste, guide de haute montagne et écrivain autrichien. Il est considéré comme l'un des meilleurs alpinistes de l'après Seconde Guerre mondiale. Il est le deuxième alpiniste après Gyalzen Norbu ayant gravi deux sommets de plus de huit mille mètres d'altitude, l'un des deux seuls alpinistes (avec Kurt Diemberger) ayant fait deux premières ascensions de sommets de plus de huit mille et le seul ayant fait une première ascension de sommet de plus de huit mille en solo. 

## Biographie
Hermann Buhl, né le 21 septembre 1924 à Innsbruck, est le fils d'un père autrichien et d'une mère italienne originaire du val Gardena. Il est le plus jeune d'une fratrie de quatre enfants. Après la mort de sa mère, il vit dans un orphelinat. Il fait partie des louveteaux scouts à Innsbruck avant l'interdiction du scoutisme en Autriche.
Dès les années 1930, il commence à fréquenter les massifs calcaires des environs d'Innsbruck (Karwendel, Kaisergebirge, Wetterstein). Hermann Buhl s'affirme très tôt comme l'un des meilleurs alpinistes du moment en réussissant de nombreuses ascensions très difficiles. Adepte de l'escalade en solitaire, il est aussi un pionnier de l'alpinisme hivernal dans les voies difficiles.
En 1939, il rejoint le Deutscher Alpenverein d'Innsbruck (le Club alpin allemand) et grimpe rapidement jusque dans le 6e degré (extrêmement difficile). Il est membre de l'équipe de secours en montagne d'Innsbruck (Bergrettung Innsbruck).
La Seconde Guerre mondiale interrompt ses études de commerce mais ne l'empêche pas de grimper. À 18 ans, il fait l'ascension de la voie Herzog-Fiechtel dans la face sud de la Schüsselkarspitze et en 1943, il fait la première ascension de la face ouest du Maukspitze dans le massif du Wilder Kaiser en Autriche. Il rejoint ensuite les troupes alpines principalement au Monte Cassino. Après avoir été fait prisonnier de guerre par les États-Unis, il retourne à Innsbruck et gagne sa vie avec des petits boulots. 
Après la Seconde Guerre mondiale, il reprend les ascensions : en 1946, la première ascension de l'arête ouest du Rofanturm et, en 1947, la première ascension de la face nord directe de la Laliderer Spitze et du dièdre nord-ouest du Rofanspitze.
En 1948, il réalise plusieurs premières hivernales ainsi que la première de la face sud-est de la Fleischbank. Il complète également son expérience alpine avec de grandes voies en escalade glaciaire et mixte dans les Alpes occidentales : face nord de l'aiguille de Triolet, face nord de l'aiguille Blanche de Peuterey et arête de Peuterey au mont Blanc, éperon Walker dans la face nord des Grandes Jorasses.
À la fin des années 1940, il complète sa formation de guide de haute montagne. Parallèlement à son métier de guide, il travaille pour un commerçant d'articles de sport à Munich.
En mars 1951, il épouse à Ramsau bei Berchtesgaden Eugénie « Generl » Högerle, alpiniste comme lui, qui lui donne deux filles. Le couple vit dans la difficulté financière. Cette situation change après la conquête du Nanga Parbat qui assure sa notoriété et lui permet d'enchaîner les conférences dans son pays et à l'étranger.
En 1953, Hermann Buhl participe à une expédition organisée par Karl Maria Herrligkoffer et dont le but est l'ascension du Nanga Parbat. Arrivé au camp de base, Herrligkoffer cède comme convenu la direction de l'expédition à Peter Aschenbrenner. L'équipe installe quatre camps d'altitude.
Alors que Hermann Buhl, Hans Hertl, Walter Frauenberger, Hermann Köllensperger et Otto Kempter sont au camp III, le camp de base leur ordonne de descendre. Les quatre alpinistes s'y opposent, arguant que la météo est idéale pour atteindre le sommet. Le lendemain, Buhl, Hertl, Frauenberger et quatre porteurs montent au camp IV et équipent de cordes la voie vers le futur camp V. Ce dernier est installé le lendemain malgré les ordres parvenus du camp de base qui sont de stopper l'ascension. Otto Kempter et Herman Buhl restent dans l'unique tente du camp V tandis que Hans Hertl, Walter Frauenberger et les porteurs redescendent au camp IV.
Les deux hommes s'élancent le lendemain vers le sommet. Otto Kempter abandonne la montée, Buhl continue donc seul. Dix-sept heures après le départ, Buhl atteint le sommet du Nanga Parbat. Il entame la descente mais, surpris par la nuit, est contraint de bivouaquer à 8 000 m d'altitude. Il atteint le camp V le lendemain, complètement déshydraté, dans un état de fatigue extrême et avec de graves gelures aux pieds. Cette ascension fut réalisée en un temps — alors tenu pour impossible — de 41 heures, sans apport artificiel d'oxygène. Cette performance ne fut acclamée qu'à contre-cœur par les membres de l'expédition, notamment par Karl-Maria Herrligkoffer, du fait que Buhl ne s'en était pas tenu aux consignes du chef d'expédition. De nos jours, cette performance de Buhl est considérée comme un acte pionnier dans les ascensions extrêmes.
Deux ans après son exploit au Nanga Parbat, il recommence à enchaîner les grandes ascensions dans le massif du Mont-Blanc.
En 1957, il repart en Himalaya pour tenter d'escalader un deuxième « 8 000 », le Broad Peak, au sein d'une expédition ultra-légère dirigée par Marcus Schmuck et à laquelle participent Fritz Wintersteller et Kurt Diemberger. Les quatre hommes parviennent à la cime le 9 juin, Hermann Buhl devenant ainsi la première personne à avoir réalisé deux premières sur des sommets de plus de 8 000 mètres. Cette ascension est considérée comme une des plus importantes de l'histoire de l’alpinisme car elle fut réalisée sans porteurs d'altitude et sans oxygène ; il s’agit donc du début de l'himalayisme en style alpin. Il est alors le deuxième alpiniste après le sherpa Gyalzen Norbu ayant gravi deux sommets de plus de huit mille mètres d'altitude.
Quelques semaines après sa victoire sur le Broad Peak, Hermann Buhl tente, de nouveau avec Kurt Diemberger, l'ascension du Chogolisa (7 665 mètres). Ils ne peuvent atteindre le sommet, arrêtés par la tempête à 7 300 mètres d'altitude. Hermann Buhl trouve la mort à la descente, à 7 200 mètres, lorsqu'une corniche cède sous ses pieds et le fait chuter dans le vide. Son corps n'a pas été retrouvé. Quant à Marcus Schmuck et Fritz Wintersteller, ils réussissent ultérieurement une ascension rapide du Skil Brum (7 360 m).

## Ascensions

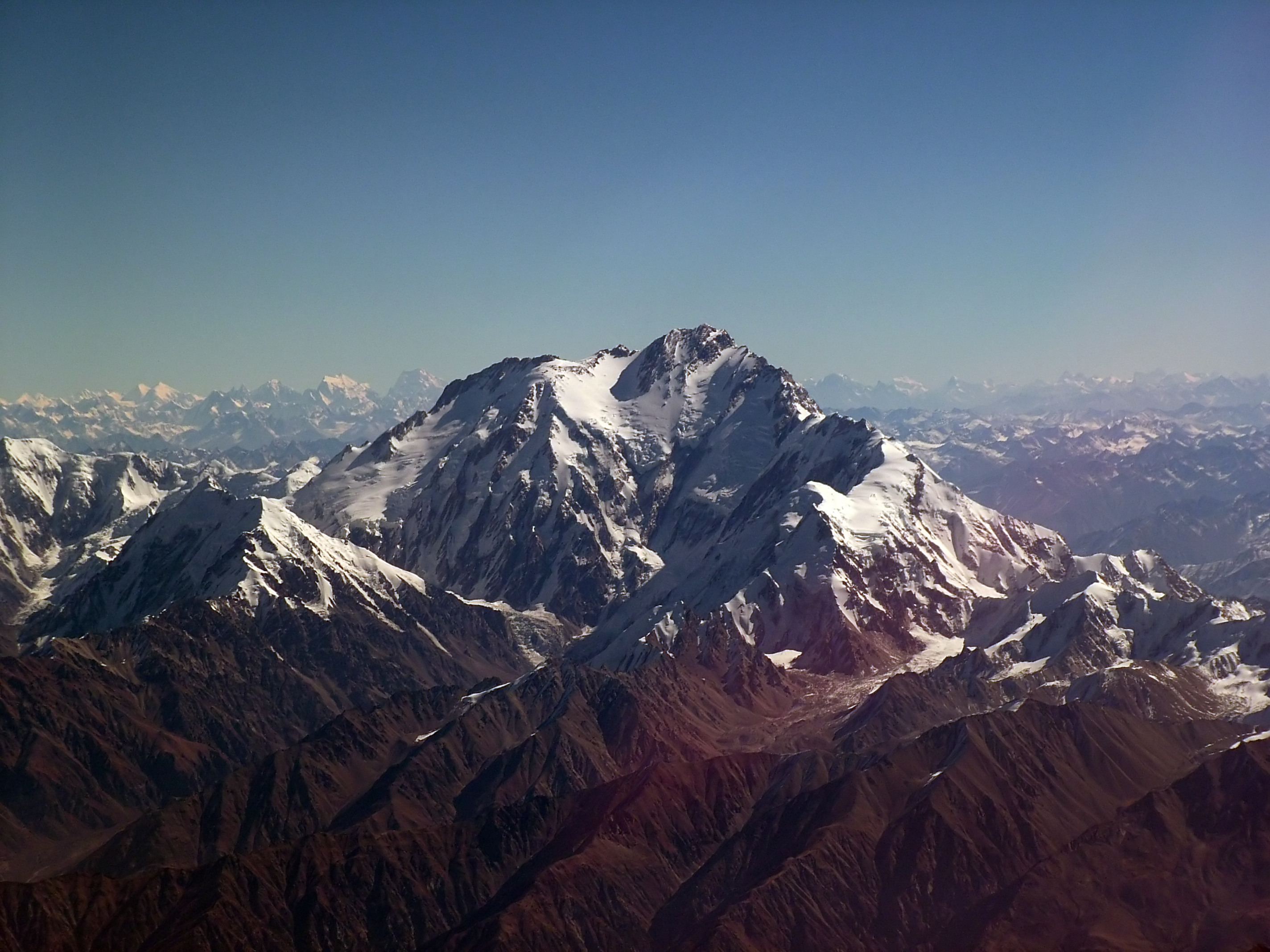
Le Nanga Parbat (vue aérienne)

- 1948 - Face sud-est de la Fleischbank
- 1948 - Face nord de l'aiguille de Triolet
- 1950 - Première traversée intégrale des Aiguilles de Chamonix
- Face nord de l'aiguille des Grands Charmoz
- Face nord de l'aiguille Blanche de Peuterey
- Face nord de l'Eiger
- Éperon Walker, aux Grandes Jorasses
- Arête de Peuterey au mont Blanc
- Face est du Watzmann, en solitaire, en hiver et de nuit
- Voie Solda à la Marmolada, en hiver
- 1952 - Ascension en solitaire de la face nord-est du piz Badile
- 1953 - Première ascension du Nanga Parbat (8 125 mètres), qui fut également la première conquête d'un sommet de plus de 8 000 mètres par un grimpeur en solitaire
- 1955 - Face est du Grand Capucin
- 1955 - Face ouest de l'aiguille Noire de Peuterey
- 1955 - Face ouest des Drus
- 1955 - Face ouest de l'aiguille du Midi, en solitaire
- 1955 - Couloir Gervasutti au mont Blanc du Tacul, en solitaire
- 1957 - Première ascension du Broad Peak (8 047 mètres), au sein d'une équipe austro-allemande menée par Marcus Schmuck et incluant Kurt Diemberger